# Swertia crossoloma
Swertia crossoloma är en gentianaväxtart som beskrevs av H. Smith. Swertia crossoloma ingår i släktet Swertia och familjen gentianaväxter. Inga underarter finns listade i Catalogue of Life.